# Kaiia
Alina Șleahtițkaia (n. 18 iulie 1990), cunoscută sub numele de scenă Kaiia (stilizat KAiiA), este o cântăreață română. Și-a petrecut mare parte a copilăriei în Republica Moldova, participând la diferite evenimente și concursuri din țară. Kaiia a devenit cunoscută în 2012, după lansarea discului single „Crazy Love”, în colaborare cu echipa de producție MAAN Studio, urmat de piesa „Uhodi”. În 2016 a lansat single-ul „Burn” sub numele de Kaya.

## Copilăria și viața personală
Alina Șleahtițkaia s-a născut în Ucraina, iar familia ei s-a mutat în Republica Moldova la câțiva ani după nașterea sa. Tatăl său este ucrainean, în timp ce mama sa este moldoveancă, având origini române. Pasiunea pentru muzică a Kaiiei a început în jurul vârstei de cinci ani, pe când organiza „concursuri muzicale” în curtea din spate a casei. Cântăreața și-a descris copilăria ca fiind una „fericită și plină de incidente amuzante”.
Kaiia a absolvit Liceul „Mihai Eminescu”, după care a urmat Colegiul Industrial-Pedagogic din Cahul, secția muzicală. În timpul acestor ani de studiu, a participat la diferite concerte organizate în Cahul; de asemenea, a interpretat la anumite petreceri locale din Chișinău piese compuse de ea însăși. În 2008 și 2009 a participat la Festivalul „Faces of Friends” din Cahul; tot în 2009, a fost una dintre concurentele primului reality show din Republica Moldova, Star Factory. În prezent, Kaiia studiază la Universitatea „Andrei Șaguna” , Facultate de Științe ale Comunicării și de Științe Politice, secția jurnalism din Constanța, România.
Kaiia a declarat că este fană a interpretelor Beyoncé Knowles, Rita Ora și Jessie J, preferându-l pe pianistul grec Yanni pentru momentele de relaxare.

## Cariera
În luna aprilie a anului 2012, Kaiia a lansat primul ei disc single, „Crazy Love”, în colaborare cu MAAN Studio, producătorii piesei „Mr. Saxobeat” a Alexandrei Stan, care s-a bucurat de succes la nivel mondial. Piesa Kaiiei a fost catalogată drept o piesă dance, diferită însă de cea a lui Stan. Înregistrată cu casa de producție Maan Studio, „Crazy Love” a beneficiat și de un videoclip în regia lui Iulian Moga. Piesa a atins în Romanian Top 100 poziția 20.
A urmat discul single „Uhodi”, care la fel ca și „Crazy love” este produs tot de MAAN Studio. A semnat apoi cu Roton Music în 2016, alături de care a lansat single-ul „Burn”.